# نصر الله خان
نصر الله خان (1874 ـ 1920) هو ولي عهد أفغاني، وهو الابن الثاني للأمير عبد الرحمن خان. تولى عرش أفغانستان لأسبوع واحد، من 21 فبراير إلى 28 فبراير 1919.
ولد نصر الله خان في مدينة سمرقند الأوزبكية سنة 1874 أثناء نفي أبيه الأمير عبد الرحمن خان فيما كان يسمى بتركستان الروسية. كان له أخوان هما حبيب الله خان (الذي سبقه في الإمارة، ولد أيضًا في سمرقند) ومحمد عمر خان.
تولى نصر الله خان الإمارة عقب اغتيال أخيه الأكبر حبيب الله خان على يد شخص مجهول في 20 فبراير 1919 أثناء رحلة صيد في ولاية لغمان، غير أنه لم يلبث في الحكم إلا أسبوعًا واحدًا، انتهى بالإطاحة به على يد أمان الله خان، ثالث أبناء أخيه المقتول، الذي قام بسجنه بعد الإطاحة به.
وفي 13 أبريل 1919 عقد أمان الله خان محكمة ملكية (دربار) في كابول شرعت في التحقيق في مصرع حبيب الله خان. انتهت المحكمة إلى إدانة عقيد في الجيش الأفغاني بهذه الجريمة، وحكمت بإعدامه، كما قضت بضلوع نصر الله خان في ذلك الاغتيال، وحكمت عليه بالسجن مدى الحياة، غير أنه اغتيل في سجنه بعد عام تقريبًا على صدور هذا الحكم.